# Обучение с ошибками
Обучение с ошибками (англ. Learning with errors, LWE) — задача нахождения многочлена с коэффициентами из определённого кольца вычетов, для которого дана система линейных уравнений, в которой есть ошибки (что делает простую вычислительную задачу сложной).
Представленная Одедом Регевым в 2005 году LWE оказалась удивительно универсальной основой для криптографических конструкций, в частности, для создания постквантовых криптографических алгоритмов.
Вариант задачи обучения с ошибками, в котором многочлены рассматриваются в фактор-кольце по модулю заданного многочлена, называется обучение с ошибками в кольце.

## Определение
Зафиксируем параметр {\displaystyle n\geqslant 1}, модуль {\displaystyle q\geqslant 2} и распределение вероятности «ошибки» {\displaystyle \chi } на {\displaystyle {Z}_{q}}. Пусть {\displaystyle A_{\mathbf {s} ,\chi }} — распределение вероятности на {\displaystyle \mathbb {Z} _{q}^{n}\times \mathbb {Z} _{q}}, полученное выбором вектора {\displaystyle \mathbf {a} \in \mathbb {Z} _{q}^{n}} равномерно случайно, выбором ошибки {\displaystyle \mathbf {e} \in \mathbb {Z} _{q}} в соответствии с {\displaystyle \chi } и полученным выражением {\displaystyle (\mathbf {a} ,\langle \mathbf {a} ,\mathbf {s} \rangle +e)}, где {\displaystyle \textstyle \langle \mathbf {a} ,\mathbf {s} \rangle =\sum _{i=1}^{n}a_{i}s_{i}} и сложение производится по модулю {\displaystyle q}.
Говорят, что алгоритм решает задачу {\displaystyle \mathrm {LWE} _{q,\chi }}, если для любого {\displaystyle \mathbf {s} \in \mathbb {Z} _{q}^{n}}, имея произвольное полиномиальное число независимых соотношений из {\displaystyle A_{\mathbf {s} ,\chi }} он с высокой вероятностью выдаст {\displaystyle s}.

## История появления
Возникновение концепции LWE отслеживается в работах Миклоша Айтаи и Синтии Дворк. Они описали первую криптосистему на открытых ключах, использующую криптографию на решётках, и последующие её улучшения и модификации. LWE не была в явном виде представлена в этих работах, однако тщательное исследование конструкции Айтаи—Дворк, упрощённой в работе Регева, показывает, что идеи LWE неявно возникают в этой работе.
Ранние исследования в этой области опирались на недостаточно хорошо изученную задачу нахождения уникального кратчайшего вектора. Долгое время было непонятно, можно ли заменить её более стандартными задачами на решётках. Позднее Крис Пейкерт и Вадим Любашевский с Даниэле Миччанчо выяснили, что задача нахождения уникального кратчайшего вектора на самом деле является эквивалентом стандартной задачи на решетках GapSVP, что привело к более ясной картине в данной области.

## Пример задачи
Рассмотрим типичную задачу LWE: необходимо восстановить вектор {\displaystyle x\in \mathbb {Z} _{q}^{n}}, имея последовательность приближенных линейных уравнений по x. Например:
{\displaystyle {\begin{cases}14x_{1}+15x_{2}+5x_{3}+2x_{4}=8(mod17)\\13x_{1}+14x_{2}+14x_{3}+6x_{4}=16(mod17)\\\dots \\6x_{1}+7x_{2}+16x_{3}+2x_{4}=3(mod17),\\\end{cases}}}
где каждое соотношение верно с некоторой маленькой дополнительной ошибкой, скажем, ±{\displaystyle 1}, и наша цель восстановить {\displaystyle x}(в данном примере {\displaystyle x=(0,13,9,11)}). Без ошибки найти {\displaystyle x} было бы просто: например, за полиномиальное время, используя метод Гаусса. Учёт же ошибки делает задачу значительно более трудной, поскольку с каждой итерацией ошибка возрастает и в конечном итоге достигает неуправляемых значений.

## Криптографические приложения
Диапазон криптографических приложений LWE становится в последнее время достаточно широким. Кроме приведенного ниже примера криптосистемы, существуют и более эффективные схемы. Более того, использование Ring-LWE может сделать систему реально применимой.
LWE может использоваться как основа для создания криптографических схем, предоставляющих полностью гоморфное шифрование. Например, она использовалась в реализации открытой для общественного пользования библиотеки FHEW.

### Система на открытых ключах
Рассмотрим простой пример криптосистемы на открытых ключах, предложенной Регевом. Она опирается на сложность решения задачи LWE. Система описывается следующими числами: {\displaystyle n}-секретный параметр, {\displaystyle m}-размерность, {\displaystyle q}-модуль и распределением вероятности{\displaystyle \chi \in \mathbb {Z} _{q}}. Для гарантии безопасности и корректности системы следует выбрать следующие параметры:
- {\displaystyle q\geq 2}, простое число между {\displaystyle n^{2}} и {\displaystyle 2n^{2}}
- {\displaystyle m=(1+\epsilon )(n+1)\log {q}} для произвольной константы {\displaystyle \epsilon }
- {\displaystyle \alpha (n)=1/{\sqrt {n}}\log ^{2}{n}}

Тогда криптосистемы определяется следующим образом:
- Секретный ключ: Секретный ключ это {\displaystyle \mathbf {s} \in \mathbb {Z} _{q}^{n}} выбранный произвольно.
- Открытый ключ: Выберем {\displaystyle m} векторов {\displaystyle a_{1},\ldots ,a_{m}\in \mathbb {Z} _{q}^{n}} произвольно и независимо. Выберем допустимые ошибки {\displaystyle e_{1},\ldots ,e_{m}\in \mathbb {Z} _{q}} независимо в соответствии с распределением {\displaystyle \chi }. Открытый ключ состоит из {\displaystyle (a_{i},b_{i}=\langle a_{i},\mathbf {s} \rangle /q+e_{i})_{i=1}^{m}}
- Шифрование: Шифрование бита {\displaystyle x\in \{0,1\}} производится так: выбирается случайное подмножество {\displaystyle S} из {\displaystyle [m]} и определяется шифр {\displaystyle Enc(x)} как {\displaystyle (\sum _{i\in S}a_{i},x/2+\sum _{i\in S}b_{i})}
- Расшифрование: Расшифровка {\displaystyle (a,b)} это {\displaystyle 0} в случае если {\displaystyle b-\langle a,\mathbf {s} \rangle /q} ближе к {\displaystyle 0}, чем {\displaystyle {\frac {1}{2}}}, и {\displaystyle 1} в противном случае.

В своих работах Одед Регев доказал корректность и защищенность данной криптосистемы при соответствующем выборе параметров.